# Otto Eugen Schulz
Otto Eugen Schulz (31 de octubre de 1874, Berlín- 17 de febrero de 1936) fue un botánico alemán. Escribió obras importantes sobre la familia de las Brassicaceae (actualmente Cruciferae), y muchas de sus especies de esa familia llevan su nombre como autoridad, y también las Erythroxylaceae. Era maestro de escuela de profesión en Berlín, y botánico únicamente en su tiempo libre.

## Algunas publicaciones
- otto e. Schulz. 2011. Monographie Der Gattung Cardamine. Reimpreso por Nabu Press, 366 pp. ISBN 1179365348

- ---------------------, adolf Engler. 1929. Cruciferae-Brassiceae: pars prima. Subtribus I. Brassicinae et II. Raphaninae. Das Pflanzenreich: regni vegetabilis conspectus 70. Editor H.R. Engelmann (J. Cramer). 290 pp.

- ---------------------. 1927. Cruciferae-Draba et Erophila. DasPflanzenreich: Regni vegetabilis conspectus 89. Editor W. Engelmann, 396 pp.

- ---------------------. 1919. Cruciferae- Brassiceae: Subtribus I. Brassicinae et II. Raphaninae. Vol. 1. Editor W. Engelmann, 290 pp.

- ---------------------. 1907. Erythroxylaceae. Editor W. Engelmann, 176 pp.

## Honores

### Eponimia
Género
- (Icacinaceae) Ottoschulzia Urb.[1]

Especies
- (Melastomataceae) Graffenrieda ottoschulzii (Urb. & Ekman) Urb. & Ekman[2]
- La abreviatura «O.E.Schulz» se emplea para indicar a Otto Eugen Schulz como autoridad en la descripción y clasificación científica de los vegetales.[3]